# 심혜진
심혜진(본명: 심상군, 본명 한자: 沈相君, 1967년 1월 16일(음력 1966년 12월 6일) ~ )은 대한민국의 배우이다. 본관은 청송(靑松)이다.

## 생애

### 데뷔
1986년 전화기 바텔 CF 광고 모델로 연예 분야에 정식 데뷔하였다.

### 1995년~1997년
심혜진이 스크린에서 가장 종횡무진하던 시기는 1990년대 중반이었다. 1995년 무소의 뿔처럼 혼자서 가라라는 작품이 흥행한 뒤 이듬해 출연한 박봉곤 가출사건과 은행나무 침대, 그리고 90년대 역작 중 하나로 꼽히는 초록 물고기를 모두 흥행시키며 이 당시 스크린에서는 비할자가 없는 최고의 여우주연배우였다. 
특히 1996년의 수상경력이 이색적인데 현재 우리나라 메이저 시상식으로 불리는 대종상, 청룡영화상, 백상예술대상에서 모두 수상의 영예를 누렸는데, 공교롭게도 수상의 기쁨을 안겨준 영화는 모두 달랐다. 대종상에선 은행나무 침대로, 청룡영화상에서는 박봉곤 가출사건으로 그리고 백상예술대상에서는 뿔처럼 혼자서 가라로 수상의 영예를 안았다. 또한 이듬해인 1997년 대종상과 백상예술대상에서는 연달아 여우주연상을 수상하며 당대 최고의 스타로 사랑받았다.

## 학력
- 서울공덕국민학교 (1979년 졸업)
- 서울여자중학교 (1982년 졸업)
- 보성여자고등학교 (1985년 졸업)
- 한국방송통신대학교 방송정보학과 (학사, 03학번)

## 출연 작품

### 영화
- 1989년 《추억의 이름으로》 ... 유경 역
- 1990년 《물의 나라》 ... 송미란 역
- 1990년 《그들도 우리처럼》 ... 송영숙 역
- 1991년 《제5의 사나이》 ... 혜주 역
- 1991년 《내일은 비》 ... 지영 역
- 1992년 《비처럼 음악처럼》 ... 인경 역
- 1992년 《하얀 전쟁》 ... 사라 역
- 1992년 《결혼 이야기》 ... 최지혜 역
- 1993년 《사랑하고 싶은 여자 & 결혼하고 싶은 여자》 ... 진희 역
- 1993년 《그 섬에 가고 싶다》 ... 옥님이 역
- 1994년 《세상 밖으로》 ... 혜진 역
- 1994년 《결혼 이야기 2》 ... 장선주 역
- 1995년 《손톱》 ... 소영 역
- 1995년 《비상구가 없다》 ... 영숙 역
- 1995년 《무소의 뿔처럼 혼자서 가라》 ... 경혜 역
- 1996년 《은행나무 침대》 ... 선영 역
- 1996년 《박봉곤 가출 사건》 ... 박봉곤 역
- 1997년 《초록물고기》 ... 미애 역
- 1997년 《큐》 ... 혜수 역
- 1997년 《마리아와 여인숙》 ... 명자 역
- 1997년 《꽃을 든 남자》 ... 정민 역
- 1998년 《생과부 위자료 청구 소송》 ... 이기자 역
- 1998년 《실락원》 ... 정은교 역
- 2003년 《아카시아》 ... 미숙 역
- 2006년 《국경의 남쪽》 ... 서경주 역
- 2008년 《흑심모녀》 ... 박남희 역
- 2010년 《페스티발》 ... 순심 역
- 2012년 《파파》 ... 오미영 역(특별출연)
- 2014년 《왓니껴》 ... 혜숙 역
- 2014년 《다우더》 ... 산이 엄마 역

### 드라마, 시트콤
- 1991년 KBS2 미니시리즈 《가을꽃 겨울나무》 ... 신혜 역
- 1991년 SBS 개국특집극 《고래의 꿈》 ... 오혜영 역
- 1992년 《MBC 베스트극장 - 거북이의 꿈》 ... 엄혜지 역
- 1993년 SBS 드라마 《세상은 내게 모든 것을 가지라 한다》 ... 강준희 역
- 1993년 《MBC 베스트극장 - 서울이야기 1 | 가상의 아담》 ... 명희 역
- 1998년 《MBC 베스트극장 - 도시에서의 사랑》 ... 지혜/진희 역
- 1998년 《MBC 베스트극장 - 고독의 기원》 ... 한수진 역
- 1999년 MBC 미니시리즈 《마지막 전쟁》 ... 지수 역
- 2000년 KBS2 주간드라마 《여비서》
- 2000년 MBC 월화드라마 《아줌마》 ... 한지원 역
- 2001년 SBS 추석특집 2부작 《엄마를 찾습니다》 ... 한영주 역
- 2002년 SBS 주간시트콤 《대박 가족》 ... 선우 혜진 역 (중도하차)
- 2004년 SBS 아침드라마 《선택》 ... 오정민 역
- 2005년 MBC 주간시트콤 《안녕, 프란체스카》 ... 프란체스카 역
- 2005년 MBC 주간시트콤 《안녕, 프란체스카 시즌2》 ... 프란체스카 역
- 2005년 MBC 주간시트콤 《안녕, 프란체스카 시즌3》 ... 프란체스카 역
- 2005년 SBS 금요드라마 《그 여자》 ... 윤지수 역
- 2006년 MBC 미니시리즈 《궁》 ... 화영 역
- 2006년 SBS 드라마스페셜 《돌아와요 순애씨》 ... 허순애 역
- 2007년 KBS2 일요아침드라마 《최강 울엄마》 ... 고민주 역
- 2009년 KBS2 대하드라마 《천추태후》 ... 거란 소태후 역
- 2009년 KBS1 일일연속극 《다 함께 차차차》 ... 하윤정 역
- 2010년 MBC 일일연속극 《폭풍의 연인》 ... 홍나림 역
- 2012년 MBC 일일시트콤 《선녀가 필요해》 ... 왕모 역
- 2012년 JTBC 미니시리즈 《해피 엔딩》 ... 양선아 역
- 2013년 KBS1 일일연속극 《지성이면 감천》 ... 김주희 역
- 2014년 JTBC 월화드라마 《밀회》 ... 한성숙 역
- 2014년 SBS 주말 특별기획 《끝없는 사랑》 ... 민혜린 역
- 2014년 MBC 미니시리즈 《내 생애 봄날》 ... 조명희 역
- 2015년 MBC 미니시리즈 《킬미힐미》 ... 신화란 역
- 2015년 SBS 일일드라마 《돌아온 황금복》 ... 백리향 역
- 2015년 SBS 심야드라마 《심야식당》 ... 정은수 역
- 2017년 JTBC 금토드라마 《힘쎈여자 도봉순》 ... 황진이 역
- 2018년 KBS1 일일연속극 《내일도 맑음》 ... 윤진희 역
- 2018년 SBS 드라마스페셜 《훈남정음》 ... 고은님 역
- 2018년 Netflix 드라마 《마음의 소리: 얼간이들》
- 2020년 MBN 월화드라마 《나의 위험한 아내》 ... 하은혜 역
- 2021년 KBS 2TV 저녁 일일드라마 《사랑의 꽈배기》 ... 맹옥희 역

### 진행
- 1995~1996년: SBS 《한밤의 TV 연예》 초대 MC
- 1998~2000년: KBS2 《파워인터뷰》 MC
- 1998년: MBC 《제19회 청룡영화상》MC (문성근과 함께 진행)
- 1999~2003년: SBS 《토요스타클럽》 MC
- 2000년: MBC 《2000 투데이》MC (손석희와 함께 진행)
- 2000년: SBS 파워FM 《심혜진의 씨네 타운》 DJ
- 2000년: KBS2 《VJ 특공대》 초대 진행자
- 2001년: KBS2 《실패열전 장밋빛 인생》 MC
- 2008년: 중앙일보 QTV 《심혜진의 이브의 선택 시즌2》 MC
- 2013년: MBC 《토크클럽 배우들》 MC

### 광고
- 1986년 인켈 바텔
- 1986년 롯데칠성음료 칠성사이다
- 1987년 현대자동차 프레스토
- 1987년 미즈노
- 1988년 코카콜라
- 1988년 서울우유 체다슬라이스치즈
- 1988년 해태제과 조슈아
- 1988년 LG생활건강 차밍무스
- 1989년 피어리스 이브니에
- 1989년 맥슨전자 맥슨무선전화기
- 1989년 삼성전자 AF ZOOM
- 1989년 삼성전자 AF 300
- 1989년 해태제과 화인쥬시
- 1990년 미국면화협회 미국코튼마크
- 1990년 해피워크
- 1990년 존슨앤드존슨 존슨즈오일무스
- 1990년 애경산업 럭스비누
- 1992년 금강제화 레스모아
- 1992년 LG생활건강 알로에샴푸
- 1992년 삼성전자 퍼지줌1050
- 1994년 한국P&G 팬틴프로브이
- 1996년 다모드유통 리치클럽
- 1996년 맥슨전자 슈퍼폰
- 1997년 진도 쉬본
- 1999년 서울우유 네버다이칸
- 1999년 위니아만도 위니아에어컨
- 1999년 위니아만도 딤채
- 1999년 팔도 비빔면
- 2000년 한국P&G SK-II
- 2000년 크라운제과
- 2002년 대상 청정원 순창고추장
- 2006년 위니아전자 클라쎄김치냉장고
- 2006년 비락 BCM
- 2009년 아모레퍼시픽 한율

### 뮤직비디오
- 2003년 김건모 - 청첩장

### 홍보대사
- 2020년 국제구호개발 NGO 굿피플 나눔대사[1]

### 방송 출연
- 1997년 9월 5일 KBS 2TV 《엄앵란, 이택림의 사랑방》
- 2010년 11월 17일 MBC TV 《황금어장 - 무릎팍도사》
- 2012년 KBS2 《스타인생극장》
- 2013년 9월 22일 SBS TV 《일요일이 좋다 - 맨발의 친구들》
- 2015년 KBS2 《용감한 가족》
- 2016년 TV조선 《가출한 언니들》
- 2016년 TV조선 《엄마가 뭐길래》
- 2020년 채널A 《산전수전 여고동창생》

## 수상 및 후보
| 연도 | 시상식                      | 부문                           | 작품                      | 결과 |
| ---- | --------------------------- | ------------------------------ | ------------------------- | ---- |
| 1990 | 낭뜨 3대륙 영화제           | 여우주연상                     | 그들도 우리처럼           | 수상 |
| 1990 | 제1회 이천춘사대상영화제    | 여우주연상                     | 그들도 우리처럼           | 수상 |
| 1990 | 제11회 청룡영화상           | 여우주연상                     | 그들도 우리처럼           | 후보 |
| 1991 | 제27회 백상예술대상         | 영화부문 여자 인기상           | 그들도 우리처럼           | 수상 |
| 1991 | 제29회 대종상               | 여우주연상                     | 그들도 우리처럼           | 후보 |
| 1992 | 제13회 청룡영화상           | 인기스타상                     | 결혼 이야기               | 수상 |
| 1992 | 제13회 청룡영화상           | 여우주연상                     | 결혼 이야기               | 후보 |
| 1993 | 제31회 대종상               | 여우조연상                     | 하얀 전쟁                 | 후보 |
| 1993 | 제31회 대종상               | 여우주연상                     | 결혼 이야기               | 수상 |
| 1993 | 제13회 한국영화평론가협회상 | 여우주연상                     | 결혼 이야기               | 수상 |
| 1994 | 제30회 백상예술대상         | 영화부문 여자 최우수연기상     | 그 섬에 가고 싶다         | 후보 |
| 1994 | 제5회 이천춘사대상영화제    | 여우주연상                     | 세상 밖으로               | 수상 |
| 1994 | 제15회 청룡영화상           | 인기스타상                     | 세상 밖으로               | 수상 |
| 1994 | 제15회 청룡영화상           | 여우주연상                     | 세상 밖으로               | 후보 |
| 1995 | 제31회 백상예술대상         | 영화부문 여자 최우수연기상     | 세상 밖으로               | 후보 |
| 1995 | 제33회 대종상               | 여우주연상                     | 세상 밖으로               | 후보 |
| 1996 | 제32회 백상예술대상         | 영화부문 여자 최우수연기상     | 무소의 뿔처럼 혼자서 가라 | 수상 |
| 1996 | 제34회 대종상               | 여우주연상                     | 무소의 뿔처럼 혼자서 가라 | 후보 |
| 1996 | 제34회 대종상               | 여우주연상                     | 은행나무 침대             | 수상 |
| 1996 | 제1회 여성관객영화상        | 최고의 여자배우상              | 은행나무 침대             | 수상 |
| 1996 | 제17회 청룡영화상           | 인기스타상                     | 박봉곤 가출사건           | 수상 |
| 1996 | 제17회 청룡영화상           | 여우주연상                     | 박봉곤 가출사건           | 수상 |
| 1997 | 제33회 백상예술대상         | 영화부문 여자 최우수연기상     | 초록물고기                | 수상 |
| 1997 | 제20회 황금촬영상           | 최우수 인기여우상              | 초록물고기                | 수상 |
| 1997 | 제35회 대종상               | 여자 인기상                    | 초록물고기                | 수상 |
| 1997 | 제35회 대종상               | 여우주연상                     | 초록물고기                | 수상 |
| 1997 | 제18회 청룡영화상           | 여우주연상                     | 초록물고기                | 후보 |
| 1998 | 제19회 청룡영화상           | 여우주연상                     | 생과부 위자료 청구소송    | 후보 |
| 1999 | MBC 연기대상                | 여자 인기상                    | 마지막 전쟁               | 수상 |
| 2005 | MBC 방송연예대상            | 마니아부문 특별상              | 안녕, 프란체스카          | 수상 |
| 2006 | SBS 연기대상                | 10대 스타상                    | 돌아와요 순애씨           | 수상 |
| 2006 | SBS 연기대상                | 미니시리즈부문 여자 연기상     | 돌아와요 순애씨           | 수상 |
| 2007 | 제44회 대종상               | 여우조연상                     | 국경의 남쪽               | 수상 |
| 2009 | KBS 연기대상                | 여자 최우수연기상              | 천추태후, 다 함께 차차차  | 후보 |
| 2009 | KBS 연기대상                | 일일극부문 여자 우수연기상     | 다 함께 차차차            | 후보 |
| 2009 | KBS 연기대상                | 장편드라마부문 여자 우수연기상 | 천추태후                  | 후보 |
| 2011 | 제20회 부일영화상           | 여우조연상                     | 페스티발                  | 후보 |
| 2014 | SBS 연기대상                | 장편드라마부문 여자 특별연기상 | 끝없는 사랑               | 후보 |
| 2015 | SBS 연기대상                | 일일극부문 여자 최우수연기상   | 돌아온 황금복             | 후보 |

### 여우주연상 수상기록
대종상에서 지금까지 여우주연상을 3번 수상(1993, 1996~1997)한 배우 중 한 명이다. 그 외 배우로는 최은희(1962, 1965~1966), 윤정희(1971, 1994, 2010), 강수연(1987, 1989~1990)이다.

## 기타
심혜진이 배우 소유진에게 15살 연상의 요리연구가인 백종원을 소개하였으며 이 계기로 둘은 교제 이후인 2013년 1월 19일 결혼하였다. 심혜진은 백종원이 사위나 다름없다는 사이이며 소유진은 심혜진의 전화번호가 '엄마'로 저장돼 있는 가까운 관계이다.

## 사건
2003년 8월에는 술을 마신 채 승용차를 운전한 혐의(도로교통법 위반)로 불구속 입건되어 100일간 운전면허가 정지됐다.